# BMW Série 7 (E32)
O E32 foi a segunda geração da Série 7 da BMW.